# Монтерросо, Аугусто
Аугусто Монтерросо Бонилья (исп. Augusto Monterroso Bonilla, 21 декабря 1921, Тегусигальпа, Гондурас — 7 февраля 2003, Мехико) — гватемальский писатель.

## Биография

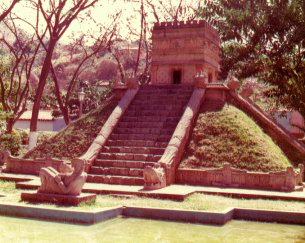
Пирамида в парке Тегусигальпы

Родился в богемной семье, мать — уроженка Гондураса, отец — гватемалец. Детство и юность А. М. провел в Гватемале (с 1936 — в столице). В 11 лет бросил школу, стал самоучкой, изучал латынь, усердно посещал Национальную библиотеку, читал латинских и испанских классиков. С 1941 начал публиковаться в гватемальской периодике. 
После 1944 года, когда за свою оппозицию диктаторскому режиму был задержан и выслан из страны — политический эмигрант в Мексике, где и прожил всю остальную жизнь. Впрочем, вскоре после его прибытия в Мехико к власти в Гватемале пришло революционное правительство Хакобо Арбенса, однако Монтерросо не стал возвращаться, а был назначен работать в гватемальском посольстве в Мексике. В 1953 году был переведён в Боливию, где был назначен консулом в Ла-Пасе. Однако в 1954 году правительство Арбенса было свергнуто в ходе американского вмешательства, и Монтерросо временно перебрался в Чили к Пабло Неруде.
Был близок с ведущими мексиканскими писателями, эмигрантами из франкистской Испании, дружил с Луисом Кардосой-и-Арагоном, Габриэлем Гарсией Маркесом, Хуаном Рульфо, Хулио Кортасаром. Читал лекции в Национальном университете Мехико, занимался издательской деятельностью. Впервые вернулся в Гватемалу в 1993 году, избранный членом Академии языка.

## Творчество
Выворачиватель наизнанку любых литературных традиций, претендующих на исключительность, А. М. неизменно делал исключения для Борхеса, называя свои книги «даром преклонения» перед аргентинским мастером (интервью 1976); своё выступление в Мадридской Национальной библиотеке в 1995 он посвятил Борхесу, не раз писал о нем. Монтерросо принадлежат книги предельно лаконичных, стилистически отточенных иронических притч «Полное собрание сочинений (и ещё несколько рассказов)» (1959) и др., мистифицирующая биография вымышленного «гения национальной словесности» «Дальнейшее — молчанье. Жизнь и творчество Эдуардо Торреса» (1978), пародийная автобиография «Буква Е» (1995). В 1992 издал вместе с женой, писательницей Барбарой Джейкобс «Антологию грустного рассказа».
Жанры, в которых работал А. М., обычно тяготели к минимуму и всегда находились на грани пародийного самоуничтожения: это микроновелла-записка (иногда короче строки, недаром Итало Кальвино в одном из выступлений назвал его эталоном быстроты мысли), отрывок, афоризм. Вместе с тем, он обладал даром немедленной узнаваемости. Карлос Фуэнтес определил манеру Монтерросо так: «Представьте себе, что фантастический бестиарий Борхеса распивает чаи с кэрролловской Алисой. Представьте, что Джонатан Свифт обменивается записками с Джеймсом Тербером. Представьте, что лягушка из Калавераса на самом деле читает Марка Твена. Теперь вы знаете, кто такой Монтерросо».

## Признание
Монтерросо — кавалер мексиканского Ордена ацтекского Орла (1988), гватемальских орденов Мигеля Анхеля Астуриаса и Яшмового Кетцаля майя (1996), лауреат мексиканских литературных премий Хавьера Вильяуррутии (1972) и Хуана Рульфо (1996). В 1991 назван в Испании писателем года, ему была посвящена «авторская неделя», во время которой он выступал по стране с лекциями и чтением произведений; в 1997 избран человеком года в родной Гватемале, в 2000 получил в Испании литературную премию принца Астурийского. Произведения А. М. переведены на английский, французский, немецкий, итальянский, португальский, шведский, финский, греческий, польский, чешский, сербский языки. Его архив принят на хранение библиотекой Принстонского университета.

## Произведения
- Obras completas (y otros cuentos)/ Полное собрание сочинений и ещё несколько рассказов (1959)
- La oveja negra y demás fábulas/ Чёрная овечка и другие побасёнки (1969)
- Movimiento perpetuo/ Вечное движение (1972)
- Lo demás es silencio (la vida y la obra de Eduardo Torres)/ Дальнейшее — молчанье. Жизнь и творчество Эдуардо Торреса (1978)
- Viaje al centro de la fábula/ Путешествие к центру повествования (1981, книга бесед с современными писателями и критиками)
- La palabra mágica/ Магия слова (1983, книга рисунков на клочках и салфетках)
- La letra e (Fragmentos de un diario)/ Буква «е» (отрывки из дневника) (1987)
- Esa fauna/ Вот такая живность (1992, рисунки)
- Los buscadores de oro/ Искатели золота (1993, пародийная автобиография)
- La vaca/ Корова (1998, признана в Мексике лучшей книгой года)
- Pájaros de Hispanoamérica/ Птицы Латинской Америки (2002, эссе о писателях)
- Literatura y vida/ Литература и жизнь (2003, эссе)

### Сводные издания
- Cuentos. Madrid: Alianza Editorial, 1986.
- Las ilusiones perdidas. Madrid: El Sol, 1991.
- Cuentos y fábulas. Barcelona: Círculo de Lectores, 1993.
- Sinfonía concluida y otros cuentos. Caracas: Monte Ávila Editores, 1994.

### Публикации на русском языке
- Благодетельное и пагубное в Хорхе Луисе Борхесе// Латинская Америка, 1999, № 10, с.89-91.
- Чёрная овца и другие басни// Иностранная литература, 2007, № 7, с.149-165